# Marco de Paula
Marco de Paula (né le 22 avril 1977 à Séville en Andalousie, Espagne), est un acteur espagnol de théâtre, de cinéma et de télévision. Il a participé aussi à plus de quarante campagnes publicitaires.

## Carrière
Il fait des études d'art dramatique avec des professionnels comme Ofelia Angélica, Juan Carlos Corazza, Adam Black et Babdo Piernas. Il fait partie de la troupe théâtrale La Gaviota.
En 1999, il débute à la télévision dans la production Cariño, cómo te odio. L'année suivante, en 2000, il est contacté pour jouer dans la série Nada es para siempre produite par Antena3 et dans laquelle il travaille jusqu'à 2001.
En 2002, il tient un rôle dans la série  20 tantos diffusée par la chaîne Tele5 dans laquelle il joue jusqu'en 2003. En 2004, il joue Arrayán qui est diffusée par Canal Sur.
En 2005, vu sa popularité, on le contacte pour joindre l'équipe artistique de la série à succès Hospital Central. Marco y interprète le docteur Roberto Cuevas, plus connu comme Rober, médecin du SAMUR. Il y reste jusqu'en 2007.
Dans le monde du cinéma, il a joué dans des courts métrages, El secreto et Juego misterioso' et en 2003 dans un long métrage intitulé Normalmente sospechosos.
En 2007, il joue dans la série Planta 25 jusqu'en 2008. En 2010, il fait partie de la série Valientes.
Ensuite, Televisa le contacte pour prendre part à la telenovela mexicaine, Esperanza del corazón, et Telemundo lui propose de jouer dans une autre production mexicaine, Rosa Diamante.
À partir du 18 mai 2015, il participe à l'enregistrement du film Santiago Apóstol produit par José Manuel Brandariz. Il joue aux côtés de Julián Gil qui a le rôle-titre.
En 2016, il joue dans le film dominicain Loki 7.

## Filmographie

### Films
- 2001 : El secreto : protagoniste
- 2001 : Juego misterioso : protagoniste
- 2003 : Normalmente sospechosos : protagoniste
- 2016 : Loki 7 : Mario Canovas

### Télévision
- 1999 : Cariño, cómo te odio (TVE) : acteur secondaire
- 2000-2001 : Nada es para siempre (Antena 3 Television) : Alberto (acteur secondaire)
- 2002-2003 : 20 tantos (Telecinco) : Isaías (protagoniste)
- 2004 : Arrayán (Canal Sur) : acteur secondaire
- 2005-2007 : Hospital Central (Telecinco) (série télévisée espagnole) : Dr. Roberto Cuevas « Rober » (rôle secondaire)
- 2007-2008 : Planta 25 (Canal 9) (série télévisée espagnole) : Miguel Valdemares
- 2010 : Valientes (Canal 4) (Telenovela espagnole) : Pablo Soto
- 2011-2012 :  Esperanza del corazón (Televisa) (Telenovela mexicaine) : Leonardo
- 2012 : Rosa diamante (Telemundo) (Telenovela mexicaine) : Gerardo Altamirano Jr
- 2013 : Prohibido amar  (Tv Azteca) (Telenovela mexicaine) : Rafael Hernández Cosío[1] (protagoniste)